# Coca de molletes
La coca de molletes és un article de rebosteria típic d'Alacant i la comarca de l'Alacantí. Se sol consumir en esmorzars o berenars o bé com a aperitiu abans d'àpats més copiosos. Amb pocs ingredients i bons resultats, com correspon a una recepta popular, es fa per a excursions o per a la romeria de la Santa Faç o les Fogueres. També es pot trobar durant tot l'any a les fleques i pastisseries d'Alacant i el seu voltant.
És una coca feta de farina, oli d'oliva, aigua i sal; amb xicotetes variacions segons la població. Aquestes variacions consisteixen bàsicament en la forma de preparar la base, que pot ser de farina sense llevat, amb llevat o milfulls.